# Loi organique du 30 novembre 1875 sur l'élection des députés
Lire en ligne

Wikisource

La loi organique du 30 novembre 1875 sur l'élection des députés est la première des lois organiques de la IIIe République qui règlent l'élection des membres de la Chambre des députés. Elle fut délibérée par l'Assemblée nationale les 4 juin, 13 et 30 novembre 1875.
Sa nécessité provient des lois constitutionnelles de 1875 ; à cet égard la loi du 25 février ordonnait en son article premier que :

« La Chambre des députés est nommée par le suffrage universel, dans les conditions déterminées par la loi électorale. »

Cette loi organise les modalités de l'élection de la Chambre des députés. Cette dernière est élue pour quatre années, renouvelée entièrement à l'issue d'une législature. L'article 16 précise qu'en cas de vacance d'un siège on procède dans les trois mois à une élection partielle pour assurer le remplacement.
L'article 13 rappelle que :

« Tout mandat impératif est nul et de nul effet. »

La représentation nationale est un bloc unique car il n'y a qu'une seule nation.

## La composition du corps électoral
« Les députés seront nommés par les électeurs inscrits :
1. Sur les listes dressées en exécution de la loi du 7 juillet 1874 :
2. Sur la liste complémentaire comprenant ceux qui résident dans la commune depuis six mois. »

— Article 1er
Le corps électoral est ainsi constitué par tous les citoyens de plus de 21 ans inscrits sur les listes électorales, sans condition de naissance, de cens ou de qualité. Le suffrage est ainsi universel.
Les militaires, marins et soldats, en poste ou dans l'exercice de leur fonction ne peuvent voter. S'ils sont en congé, en résidence libre et en non activité, ils peuvent alors voter dans la commune où ils sont inscrits.

## Les critères d'éligibilité
« Tout électeur est éligible, sans condition de cens, à l'âge de 25 ans accomplis. »

— Article 6
L'âge minimum pour accéder à la députation est vu comme un moyen d'élire une chambre progressiste, contrepoids à l'âge du Sénat qui était censé garantir un certain conservatisme.
Malgré cette universalité du suffrage, il y a un certain nombre d'exceptions, données par l'article 8. Ne peuvent ainsi pas être élus les soldats et les marins, ainsi que tous les fonctionnaires rétribués par l'État (sauf les ministres, les ambassadeurs, préfet de police, préfet de la Seine, un certain nombre de présidents de tribunaux — cour de cassation, cour d'appel de Paris etc. — certains procureurs généraux, mais aussi les évêques, archevêques, certains pasteurs et rabbins). L'éligibilité est également limitée pour certains fonctionnaires : ils ne peuvent être élus députés dans la circonscription où ils exercent leurs fonctions (article 12). C'est ainsi le cas pour les présidents de tribunaux, ou le préfet de la Seine, ou les préfets en général.
Enfin, si un député est nommé à une fonction publique salariée il est automatiquement démis de sa députation s'il accepte sa nomination (article 11). Toutefois, si cette fonction publique est compatible avec le mandat de député il peut être réélu lors de l'élection partielle. Les ministres et sous-secrétaires d'État échappent à cette règle et gardent leur siège.

## Déroulement du scrutin
L'article 4 dispose que chaque tour d'élection ne dure qu'un seul jour, et a lieu au chef-lieu de la commune (le préfet peut néanmoins diviser une commune s'il l'estime nécessaire). Le deuxième tour de scrutin a lieu le deuxième dimanche qui suit la proclamation des résultats du premier tour. L'organisation du vote est régie par la loi organique du 2 février 1852. Le vote, de par l'article 5, est secret.
L'article 14 dispose que la circonscription pour l'élection est l'arrondissement. Il précise aussi que le scrutin est individuel, chaque arrondissement élisant un député. Les arrondissements qui ont plus de cent mille habitants sont divisés par une loi votée dans la foulée de celle-ci en circonscriptions dont le nombre est variable. Dans ce cas on élit un député par circonscription électorale.
L'article 18 précise qu'il faut réunir pour être élu au premier tour :
1. la majorité absolue des suffrages exprimés ;
2. un nombre de suffrages égal au quart des électeurs inscrits.

Au deuxième tour la majorité relative suffit. En cas d'égalité c'est le plus âgé qui est élu.
Selon les articles 19 et 21, chaque département d'Algérie nomme un député, et chaque colonie mentionnée dans la loi du 24 février 1875 et qui élit ainsi des sénateurs nomme un député également.